# Kendall Ellis
Kendall Ellis (Pembroke Pines, 8 de março de 1996) é uma atleta estadunidense, campeã olímpica.
Ellis é campeã feminina de atletismo sub-20 ao ar livre dos Estados Unidos em 2015. Nos Jogos Olímpicos de Verão de 2020, conquistou a medalha de ouro na prova de revezamento 4x400 metros feminino com o tempo de 3:16.85. Além disso, no revezamento 4x400 metros misto conseguiu o bronze com a marca de 3:10.22.